# حریم شخصی (فیلم)
حریم شخصی نخستین فیلم سینمایی احمد معظمی در مقام کارگردان، با نویسندگی امیر ساعتچی‌فرد محصول سال ۱۳۹۵ ایران است.
این فیلم از تاریخ ۲۲ آذر ۱۳۹۶ در سینماهای ایران به اکران عمومی درآمد.

## داستان فیلم
فیلم دربارهٔ فضای مجازی و امن نبودن آن است. فرهاد و دریا که زن و شوهر هستند در شب مهمانی دوستانه بنا به دلایلی باهم بحثشان می‌شود و این ماجرا به مرگ ناگهانی دریا ختم می‌شود.

## بازیگران
- میلاد کی‌مرام
- امیر آقایی
- رعنا آزادی‌ور
- اندیشه فولادوند
- بهنوش بختیاری
- مهتاب ثروتی
- سعید امیرگانی
- محمد تهوری
- مسیح کاشانی
- نقی سیف‌جمالی
- رامین منوچهری